# الفدرالية الجزائرية للفنون القتالية
الاتحاد الجزائري للفنون القتالية، أعتمدته الحكومة الجزائرية في عام 2002، وكان هذا الاعتماد تكريس لسياسة تضم الإتحادات الرياضية التي بدأت نشاطها منذ أكثر من عشر سنوات، والذي أدى سنة 2001 تحت توصيات الحكومة براعية وزارة الشباب والرياضة (الجزائر).

## تاريخ
تم تأسيس فدرالية جزائرية للفنون القتالية تضم ثلاثة اتحاديات رياضية (الاتحاد الجزائري للووشو كونغ فو واتحاد يوسينكان بودو والاتحادية الجزائرية للأيكيدو) وجمعيتان وطنية (جمعية الوطنية الفيتنامية فو والرابطة الوطنية للكيمبو).
شهد هذا الإدماج إنشاء الاتحاد الجزائري للفنون القتالية يوم 26 أبريل 2001 في المجمع الرياضي الخروب، الجزائر. وقد أصبحت هذه التخصصات لجان وطنية متكاملة جدا من الاتحاد الجزائري للفنون القتالية، خلال عام 2004، التخصصات (نيهون تاي جيتسو)، (كي شين تاي جوتسو) (إجمالي الملاكمة)، (فوفينام) (فيات فو داوو وقد انضم الاتحاد الجزائري للفنون القتالية، وأصبح رسميا التجمع الأخير من نهاية عام 2005 كل من تخصصات اللجان، فوفينام وفيات فو داوو لجنة واللجنة تاي جوتسو بين اثنين من التخصصات، (كيشين تيجوتسو) و(نيهون تاي جوتسو).